# Leone Brancaleone
Leone Brancaleone (Roma, Itália, século XII — Roma, Itália, 25 de agosto de 1230) foi um cardeal italiano e legado papal da Igreja Católica.

## Biografia
Leone nasceu em Roma na Itália, durante a segunda metade do século XII.
Quando jovem, foi admitido na congregação dos Cônegos Regulares de San Frediano di Lucca.
No consistório de dezembro de 1200, foi criado cardeal-diácono de Santa Lúcia em Septisolio pelo Papa Inocêncio III. Em 1202, foi nomeado cardeal-presbítero de Santa Cruz de Jerusalém.
Tornou-se legado papal na Bulgária, onde, em 1204, coroou Joanitzes da Bulgária e elegeu o chefe da igreja búlgara, Vasily de Tarnovo, como primaz da Bulgária.
Também foi nomeado legado papal na Alemanha e na Saxônia entre 1207 e 1209 junto com o cardeal Ugolino dei conti di Segni, para mediar o conflito entre Otão IV e Filipe da Suábia.
Participou da eleição papal de 1216, que elegeu o Papa Honório III. Ele foi amigo de Francisco de Assis, futuro santo e grande promotor de sua ordem religiosa. Ele participou da eleição papal de 1227, que elegeu o Papa Gregório IX. Em 1228, foi cardeal protopresbítero.
Leone Brancaleone morreu em 25 de agosto de 1230 em Roma.